# Ganeria falklandica
Ganeria falklandica is een zeester uit de familie Ganeriidae.
De wetenschappelijke naam van de soort werd in 1847 gepubliceerd door John Edward Gray.